# Xdebug

UML Esquema de componente para Xdebug y PHP, integrado vía el navegador y un IDE

Xdebug es una extensión de PHP que proporciona la capacidad de depuración código y errores. Utiliza DBGp que es protocolo de depuración simple que se usa para comunicar el motor de depuración propio de php con un cliente, normalmente un IDE.
Xdebug también está disponible para PECL.
La información que Xdebug puede proporcionar es la siguiente:
- Se puede apilar rastros de mensajes de error con:[3]
  - Exhibición de parámetro lleno para usuaria definió funciones
  - Nombre de función, nombre de archivo e indicaciones de línea
  - Soporte para funciones de miembro

- Información de la memoria asignada.
- Protección para recursiones infinitas

- profiling Información para guiones de PHP[4]
- Análisis de cobertura del código
- Capacidades para depurar vuestros guiones interactivamente con un frente de depurador-fin.[5]